# 山下幸男
 山下 幸男 （やました ゆきお、1949年 - ）は日本の実業家。香川県高松市三谷町出身。高松空港ビル社長、カマタマーレ讃岐社長などを歴任した。

## 経歴
1972年、横浜市立大学商学部を卒業し香川県庁に入庁。2006年、同庁政務部長と高松空港ビル非常勤取締役を兼務。2009年に香川県庁を退職し高松空港ビル常勤取締役に就任、翌2010年から同代表取締役社長。高松空港のショッピングモール化を図り、到着ロビーのターンテーブルに置かれた讃岐うどんの模型や、特産品展示コーナーに設置したうどんのだしを試飲できる蛇口などで話題を呼んだ。
2015年にJリーグ・カマタマーレ讃岐の常務取締役に就任、2016年4月から代表取締役社長。スポーツを通じた子どもの健全育成などの社会貢献事業を推進した。2017年12月に社長を退任し、代表取締役副会長に就任。